# Route régionale 663 (Norvège)
Pour les articles homonymes, voir Route nationale 663 (homonymie).
La route régionale 663 (en norvégien : Fylkesvei 663, abrégé Fv663) est une route norvégienne.

## Description
Longue de 31,9 kilomètres, la route relie Fræna avec Eide. Elle est située dans le comté de Møre og Romsdal.
À ses deux extrémités, elle croise la route régionale 64.
Une partie de la route Fv 663 fait partie de la route de l'Atlantique qui est  l'une des dix-huit routes nationales touristiques de Norvège,.